# Sopèrs
Sopèrs (en francès Soupex) és un municipi del departament de l'Aude a la regió francesa d'Occitània.